# Onthophagus lindu
Onthophagus lindu là một loài bọ cánh cứng trong họ Bọ hung (Scarabaeidae).